# تپه گرد جهو
تپه گرد جهو مربوط به هزاره اول قبل از میلاد است و در شهرستان ارومیه، بخش صومای برادوست، دهستان برادوست، جنوب غرب روستای هفت ساران واقع شده و این اثر در تاریخ ۲۵ آبان ۱۳۸۷ با شمارهٔ ثبت ۲۳۵۶۲ به‌عنوان یکی از آثار ملی ایران به ثبت رسیده است.